# Спор об именовании GNU/Linux

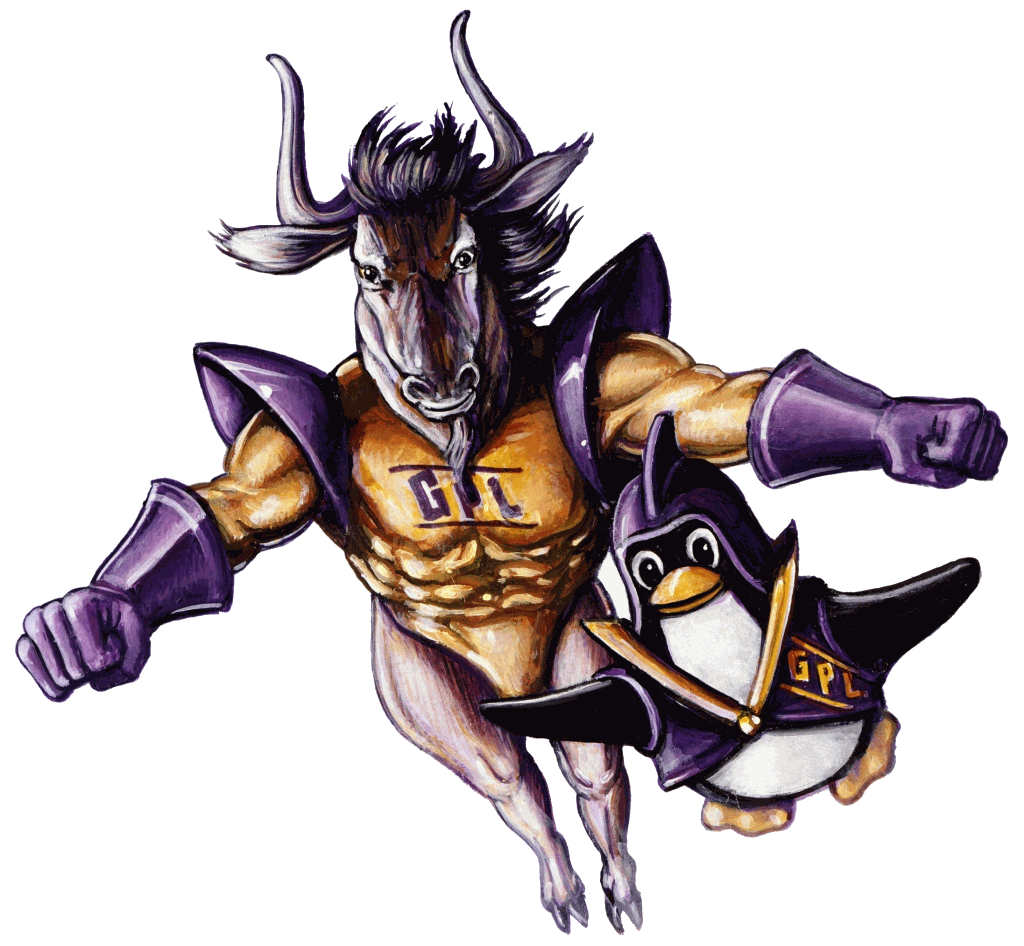
Иллюстрация FSF, на которой изображены антилопа GNU и пингвин Linux. GNU General Public License (GPL) — это «броня», которую используют антилопа и пингвин

Спор об именовании GNU/Linux — дискуссия в сообществе свободного программного обеспечения, связанная с тем, что операционные системы на основе ядра Linux и системных библиотек GNU, традиционно называемые «Linux», корректнее было бы обозначать как «GNU/Linux».
Сторонники такого обозначения — проект GNU и, в частности, его основатель Ричард Столлман — считают, что такое двойное наименование более точно отражает суть, поскольку составляющие проекта GNU и обеспечивают формирование вокруг ядра полноценной операционной системы. Тем не менее, бо́льшая часть дистрибутивов для обозначения операционной системы просто использует название «Linux», хотя есть и исключения, поддерживающие позицию проекта GNU, например Debian. Кроме того, один из первых дистрибутивов назывался Yggdrasil Linux/GNU/X.
Хотя все основные дистрибутивы Linux включают системные библиотеки и утилиты GNU, существует ряд операционных систем на основе ядра Linux без таковых (к примеру, Android или Firefox OS), хотя обычно не обозначаемые как «Linux», но иногда причисляемые к классу Linux-систем; в этом контексте обозначение «GNU/Linux» более аккуратно отделяет традиционные Linux-системы от прочих, на базе того же ядра. Кроме того, существуют системы, схожие с Linux по набору системных библиотек и утилит, но использующие другое ядро, например, Debian GNU/Hurd (аналог дистрибутива Debian GNU/Linux, но с ядром Hurd).
Столлман в интервью ZNet в 2005 году заявлял: «Сегодня десятки миллионов используют операционную систему, разработанную, чтобы у них была свобода, но они не знают об этом, так как думают, что эта система называется „Linux“ и разработана студентом „ради удовольствия“». Автор ядра Linux Линус Торвальдс на настойчивые требования Столлмана поддержать его позицию всегда реагировал слабо, заявляя, что «занимается разработкой программного обеспечения, а не политикой».